# Paul Greffier
Pour les articles homonymes, voir Greffier.
Paul Greffier, né le 5 février 1911 à Saint-Sébastien-sur-Loire (Loire-Inférieure) et mort le 29 juin 1989 à Évreux (Eure), est un homme politique français.

## Biographie
Ouvrier-outilleur, puis cheminot, basé à Mantes la Jolie, Paul Greffier est, avant la seconde guerre mondiale, militant syndical et membre du parti communiste. C'est du fait de son activité politique qu'il est interné jusqu'en 1942.
A cette date, il s'engage dans la résistance, au sein des francs-tireurs et partisans, d'abord en région parisienne, puis dans l'Eure. Son action pendant la guerre lui vaut la croix du combattant volontaire, la croix du combattant volontaire de la résistance et la médaille de la France libérée.
Secrétaire du comité départemental de libération, il est désigné en tête de la liste du PCF pour l'élection de la première constituante, en octobre 1945. Avec 16,7 % des voix, il est élu député. Il est réélu en juin 1946 (20,1 %) et novembre 1946 (23,1 %).
A l'assemblée, il s'intéresse principalement aux questions agricoles, en lien avec les préoccupations de son département, rural. Il soutient aussi la construction du pont de chemin de fer des Andelys, et interpelle le gouvernement, en juillet 1950, au sujet de la situation des ouvriers de la sucrerie de Massandres.
Il intervient aussi sur des questions plus générales, notamment fiscales et budgétaires.
En 1951, toujours tête de liste communiste, il obtient 21,3 % des voix. Mais, du fait du système des apparentements, il n'est pas réélu.
Il se consacre alors à son mandat de conseiller municipal d'Evreux, acquis en 1946, et qu'il occupe jusqu'en 1952.

## Détail des fonctions et des mandats
Mandats parlementaires
- 21 octobre 1945 - 10 juin 1946 : Député de l'Eure
- 2 juin 1946 - 27 novembre 1946 : Député de l'Eure
- 10 novembre 1946 - 4 juillet 1951 : Député de l'Eure